# زاهاریا استانکو
زاهاریا استانکو (به رومانیایی: Zaharia Stancu) (۱۹۰۲ - ۱۹۷۴) رمان‌نویس اهل کشور رومانی بود. از آثار مشهور او می‌توان به پابرهنه‌ها (۱۹۴۸) اشاره کرد.

## زندگی‌نامه
زاهاریا استانکو به سال (۱۹۰۲) در خانوادهٔ فقیری از مردم آبادی «سال‌کیا» در ناحیه «ته‌له‌ئورمان» (جنوب رومانی) به دنیا آمد. نداری خانواده باعث شد تا زاهاریا جای کودکی کردن در پی لقمه نانی باشد. او سی و یک ساله بود که دانشکده ادبیات و فلسفه «بخارست» را به پایان برد (۱۹۳۲) و به روزنامه‌نگاری پرداخت. آنچه در فاصله دو جنگ جهانی بر زمینه اجتماع و سیاست و فرهنگ قلم زده بود بعدها در دو مجموعه فراهم آمد: گُرده ورزاها (۱۹۶۵) و نمک خوش است (۱۹۶۶). چندی نشریات دموکراتیک «آزی» (۱۹۳۲ تا ۳۸، ۱۹۳۸ تا ۴۰) و «لومیا رو مانیاسکا» (۱۹۳۷ تا ۴۰) را اداره و سرپرستی کرد تا آن که مبارزات آشتی‌ناپذیر او با فاشیسم به بازداشتش کشید و سبب شد که تمامی سال‌های جنگ دوم جهانی را در کشتارگاه فاشیستی «تیرگو-جیو» به اسارت بگذراند. از ۱۹۴۹ تا ۵۲ به ریاست اتحادیه نویسندگان رومانی برگزیده شد و در ۱۹۶۶ و ۱۹۶۸ بار دیگر به همین مقام انتخاب شد تا آخر عمر (۱۹۷۴) در آن پابرجا بود.
به جز جوایز دولتی رومانی، دانشگاه «وین» نیز جایزه «گوتفرید فون هردر» سال ۱۹۷۰ خود را «به خاطر ارزش بالای آثار و نیز به سبب فعالیت‌های خستگی‌ناپذیر ادبی‌اش» بدو اعطا کرده‌است.

## آثار
مجموعه شعرهای آسان (۱۹۲۷) نخستین اثر وی بود که جایزه «جامعه نویسندگان» را بدست آورد.
پس از آن، مجموعه اشعار سفیدی‌ها (۱۹۳۰) زنگوله زرین (۱۹۳۹) درخت سرخ (۱۹۴۰) علف جادویی (۱۹۴۱) روزگار دودها (۱۹۴۴) بازتاب دهنده اندیشه‌های سیاسی و فلسفی و اجتماعی وی بود.
در سال ۱۹۵۴ برگردانی از اشعار یسه‌نین منتشر کرد که انگیزه آن انطباق دیدگاه او و شاعر روسی بود. در همین سال دست به انتشار جُنگ شاعران جوان زد.
در سال ۱۹۴۷ پابرهنه‌ها منتشر شد.
بازی با مرگ (۱۹۶۲) و جنگل مولا (۱۹۶۳) و سگ‌ها از دیگر آثار وی است که در سال انتشار به دوازده زبان در سراسر جهان برگردانده شد.
ریشه‌ها تلخ است (۱۹۵۹) در واقع ادامه پابرهنه‌ها است. چقدر دوستت داشته‌ام نیز که در ۱۹۶۸ به چاپ رسید با توجه به آدم‌ها و اسامی خاص آشنایش دنباله سرگذشت «پابرهنه‌ها» است گو این که از لحاظ محتوی و شیوه ساختمانش اثری مستقل است. تفکری است در موضوع مرگ، و بیشتر یک اعترافنامه است. سرگذشت کولی‌ها نیز در همین سال ۱۹۶۸ درآمد.
در ۱۹۶۹، یک سال پس از اودیسه کولی‌ها، اوروما دختر تاتار منتشر شد.
در ۱۹۷۰ مجموعه‌ای از داستان‌های کوتاه به نام قصه‌های عشق و گزینه‌ای از اشعار همان سال به نام ترانه زیر لبی از چاپ درآمد و در همین سال سرگذشت‌های کنستاندینا و باد و باران را منتشر کرد.

## رمان و داستان کوتاه
- افراد شاغل، ۱۹۴۱ (به رومانیایی: Oameni cu joben)
- شیار باریک و عمیق، ۱۹۴۴ (به رومانیایی: Brazda îngustă și adâncă)
- روزهای اردوگاه، ۱۹۴۵ (به رومانیایی: Zile de lagăr)
- قرن مرد پست‌تر، ۱۹۴۶ (به رومانیایی: Secolul omului de jos)
- زنگ، ۱۹۴۷ (به رومانیایی: Clopotul)
- پابرهنه، ۱۹۴۸ (به رومانیایی: Desculț)
- سگ‌ها، ۱۹۵۵ (به رومانیایی: Dulăii)
- گل‌های زمین، ۱۹۵۸ (به رومانیایی: Florile pământului)
- داریه، ۱۹۶۰ (به رومانیایی: Darie)
- بازیِ مرگ، ۱۹۶۲ (به رومانیایی: Jocul cu moartea)
- کُستاندینا (مجموعه داستان)، ۱۹۶۲ (به رومانیایی: Costandina)
- جنگلِ دیوانه، ۱۹۶۶ (به رومانیایی: Pădurea nebună)
- چادر (کولی‌ها)، ۱۹۶۸ (به رومانیایی: Șatra)
- باد و باران، ۱۹۶۹ (به رومانیایی: Vântul și ploaia) سه جلدی
  1. روباه (به رومانیایی: Vulpea)
  2. سرما (به رومانیایی: Frigul)
  3. رز (به رومانیایی: Roza)
- داستان‌های عاشقانه: گودال، گرگ، کستاندینا، اوروما، خفاش، چقدر دوستت داشتم، ۱۹۷۰ (به رومانیایی: Povestiri de dragoste: Groapa. Lupoaica. Costandina. Uruma. Liliacul. Ce mult te-am iubit)
- چقدر دوستت داشتم، ۱۹۷۰ (به رومانیایی: Ce mult te-am iubit)
- پابرهنه؛ همراه با ۲۰ حکاکی روی چوب از فرد میکوس، ۱۹۷۳ (به رومانیایی: Desculț, cu 20 de gravuri în lemn de Fred Micos)
- فراموش نکنید، داریه (گلچین و مقدمه توسط آدریانا میتسکو) ۱۹۷۳ (به رومانیایی: Să nu uiți, Darie, antologie și pref. de Adriana Mitescu)
- اوروما، ۱۹۷۴ (به رومانیایی: Uruma)

## ترجمه آثار به فارسی
- پابرهنه‌ها - ترجمه احمد شاملو (۱۳۵۰)[۲][۳]
- بازی با مرگ - ترجمه محمدعلی صوتی (۱۳۵۹)[۴][۵]
- گل‌های خاک: فصل آخر کتاب پابرهنه‌ها - ترجمه محمدعلی صوتی (۱۳۶۱)[۶]
- کولی‌ها - ترجمه محمدعلی صوتی (۱۳۶۸)[۷]
- باد و باران - ترجمه پرویز شهریاری (۱۳۷۱)[۸][۹]

## فیلم
- در سال ۱۹۷۶ فیلمی به نام در میان خاکستر امپراتوری به کارگردانی آندری بلایر، بر پایهٔ رمان بازی با مرگِ استانکو ساخته شد که به زندگی داریه در سال ۱۹۱۷ در طول جنگ می‌پردازد.[۱۰][۱۱]
- در سال ۱۹۸۲ فیلم جنگل دیوانه به کارگردانی نیکولای کُرژُس، بر پایهٔ رمانی با همین نام ساخته شد.[۱۲][۱۳] بلافاصله بعد از جنگ جهانی اول، داریه برای پذیرش در دبیرستان به شهر می‌رود. آرزویش نویسنده شدن است. آنجا با والنتینا آشنا می‌شود که با او عشق خالصی را تجربه می‌کند. دیدارهای آن‌ها در جنگل دیوانه در حومهٔ شهر صورت می‌گیرد…[۱۴]